# Roman Červenka
Roman Červenka (* 10. Dezember 1985 in Prag, Tschechoslowakei) ist ein tschechischer Eishockeyspieler, der seit Juli 2024 beim HC Dynamo Pardubice aus der tschechischen Extraliga unter Vertrag steht und dort auf der Position des Centers spielt. Mit der tschechischen Nationalmannschaft gewann Červenka bei den Weltmeisterschaften der Jahre 2010 und 2024 die Goldmedaille.

## Karriere

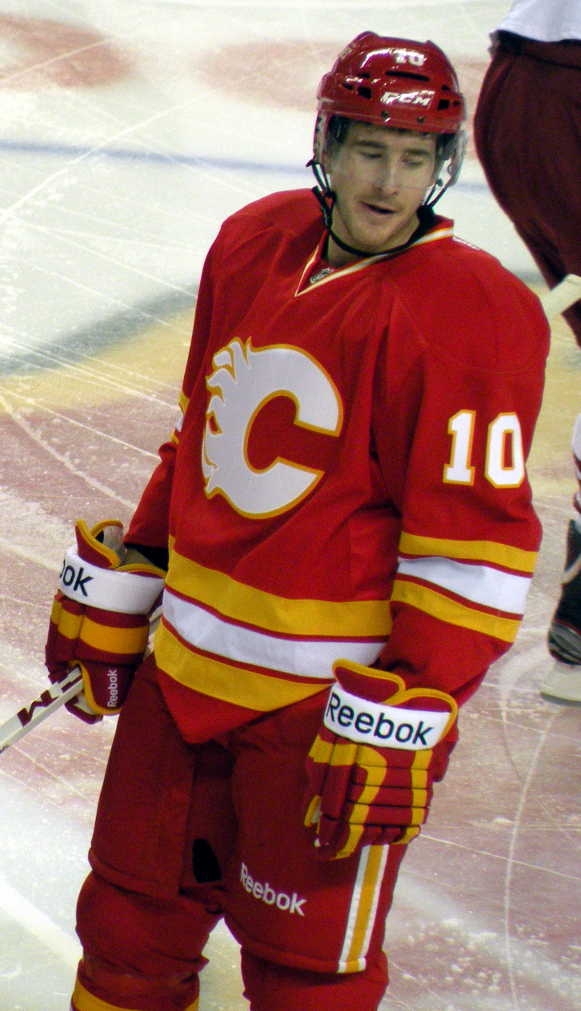
Červenka im Trikot des Calgary Flames (2013)

Roman Červenka begann seine Karriere im Nachwuchs des HC Slavia Prag, für den bis 2002 in der U18- und ab der Saison 2002/03 in der U20-Extraliga spielte. In der Spielzeit 2003/04 debütierte er in der Extraliga, kam aber auch weiter zu Einsätzen in der U20-Mannschaft und beim HC Kometa Brno in der  1. Liga. In der folgenden Saison kam er sowohl bei den U20-Junioren Slavias zum Einsatz, als auch beim HC Hradec Králové in der 1. Liga sowie dem HC Havlíčkův Brod aus der 2. Liga. In der Saison 2005/06 bestritt er 22 Extraliga-Partien für Slavia, kam aber erneut auch bei den U20-Junioren zum Einsatz. Mitte der Spielzeit wurde er an den HC Slovan Ústečtí Lvi ausgeliehen, mit dem er die Meisterschaft der 1. Liga und damit den Aufstieg in die Extraliga erreichte.
Ab dem Beginn der Spielzeit 2006/07 gehörte Červenka ausschließlich dem Extraliga-Kader Slavias an und gewann mit dem Team 2008 die tschechische Meisterschaft. In der folgenden Spielzeit war er hinter Topscorer Jaroslav Bednář der zweitbeste Punktesammler der Extraliga. Insgesamt absolvierte er bisher über 290 Partien in der höchsten Spielklasse Tschechiens, in denen er 112 Tore und 132 Assists erzielte.
Im Sommer 2010 wurde Červenka vom HK Awangard Omsk aus der Kontinentalen Hockey-Liga verpflichtet, wo zu diesem Zeitpunkt mit Jaromír Jágr und Martin Škoula zwei weitere Tschechen unter Vertrag standen. 2011 wurde er mit 31 Toren bester Torschütze der KHL. Mit Omsk erreichte er in der Saison 2011/12 das Playoff-Finale der KHL, in dem das Team mit 3:4 gegen den OHK Dynamo scheiterte. Červenka wurde trotzdem in das All-Star-Team der Liga gewählt. Nach diesem Erfolg verließ Červenka die KHL und erhielt von den Calgary Flames einen Vertrag mit einer Laufzeit von einem Jahr und einem Gehalt von insgesamt 3,775 Millionen US-Dollar. Aufgrund des NHL-Lockouts 2012 spielte Červenka im Herbst 2012 jeweils einige Partien für den HC Slavia Prag und den HC Lev Prag.
Am 16. Mai 2013 unterschrieb Červenka einen Dreijahresvertrag beim SKA Sankt Petersburg, mit dem er im April 2015 den Gagarin-Pokal gewann.
Vor der Saison 2015/16 wechselte Červenka zu den Piráti Chomutov in die Extraliga und schloss die Hauptrunde als bester Scorer (23 Tore, 38 Assists in 49 Einsätzen) der Spielklasse ab. Im März 2016 unterzeichnete er einen Vertrag für die Saison 2016/17 beim Schweizer Erstligisten Fribourg-Gottéron, der später bis 2018 verlängert wurde. Bei Fribourg gehörte er in diesen beiden Spieljahren zu den Leistungsträgern und wurde daher auch regelmäßig für das tschechische Nationalteam nominiert.
Im Mai 2018 unterzeichnete er einen Einjahresvertrag bei den ZSC Lions. Nach einer Saison, die von vielen Verletzungen geprägt war, unterschrieb er im Juni 2019 zunächst einen Einjahresvertrag bei den SC Rapperswil-Jona Lakers. Dieser wurde in der Folge mehrmals verlängert und Červenka spielte schließlich fünf Jahre bei den Lakers. Zur Saison 2024/25 kehrte der Stürmer nach zuletzt acht Jahren im Ausland in sein Heimatland zurück, als er im Juli 2024 einen Vertrag beim Extraligisten HC Dynamo Pardubice unterzeichnete.

### International
Roman Červenka hat zu Beginn seiner Laufbahn an der Junioren-Weltmeisterschaft 2005 teilgenommen, bei der er die Bronzemedaille gewann. Seither wurde er immer wieder für Vorbereitungsspiele und Turniere der Euro Hockey Tour in den Kader der tschechischen Nationalmannschaft berufen. Nach überzeugenden Leistungen in der Extraliga-Saison 2008/09 wurde er für die Weltmeisterschaft 2009 nominiert und absolvierte alle sieben Spiele bei den Welttitelkämpfen. Weitere Einsätze folgten bei den Olympischen Winterspielen 2010, 2014, 2018 und 2022 sowie den Weltmeisterschaften 2010, 2011, 2014, 2015, 2016, 2017, 2018, 2022, 2023, 2024 und 2025, wobei er mit der Mannschaft in den Jahren 2010 und 2024 die Goldmedaille sowie 2011 und 2022 die Bronzemedaille gewann.
Zudem vertrat er sein Heimatland beim World Cup of Hockey 2016, als er für den verletzten David Krejčí nachnominiert wurde.

## Erfolge und Auszeichnungen
| - 2001 Tschechischer U18-Meister mit dem HC Slavia Prag - 2004 Tschechischer Vizemeister mit dem HC Slavia Prag - 2006 Meister der 1. Liga mit dem HC Slovan Ústečtí Lvi - 2008 Tschechischer Meister mit dem HC Slavia Prag - 2009 Tschechischer Vizemeister mit dem HC Slavia Prag - 2009 Topscorer und bester Torschütze der Extraliga-Playoffs - 2010 Topscorer und bester Vorlagengeber der Extraliga-Saison - 2010 Topscorer und bester Vorlagengeber der Extraliga-Playoffs - 2010 KHL-Stürmer des Monats Oktober - 2011 Teilnahme am KHL All-Star Game - 2011 Bester Torschütze der KHL-Saison - 2012 Teilnahme am KHL All-Star Game - 2012 Topscorer der KHL-Playoffs | - 2012 KHL First All-Star Team - 2015 Gagarin-Pokal-Gewinn mit SKA Sankt Petersburg - 2016 Topscorer und bester Vorlagengeber der Extraliga - 2016 Extraliga-Spieler des Jahres - 2022 PostFinance Top Scorer - 2022 National League Media All-Star Team - 2022 National League Media Bester Stürmer - 2022 National League Most Valuable Player - 2023 PostFinance Top Scorer - 2023 National League Media All-Star Team - 2023 National League Media Bester Stürmer - 2023 National League Most Valuable Player - 2025 Tschechischer Vizemeister mit dem HC Dynamo Pardubice |

### International

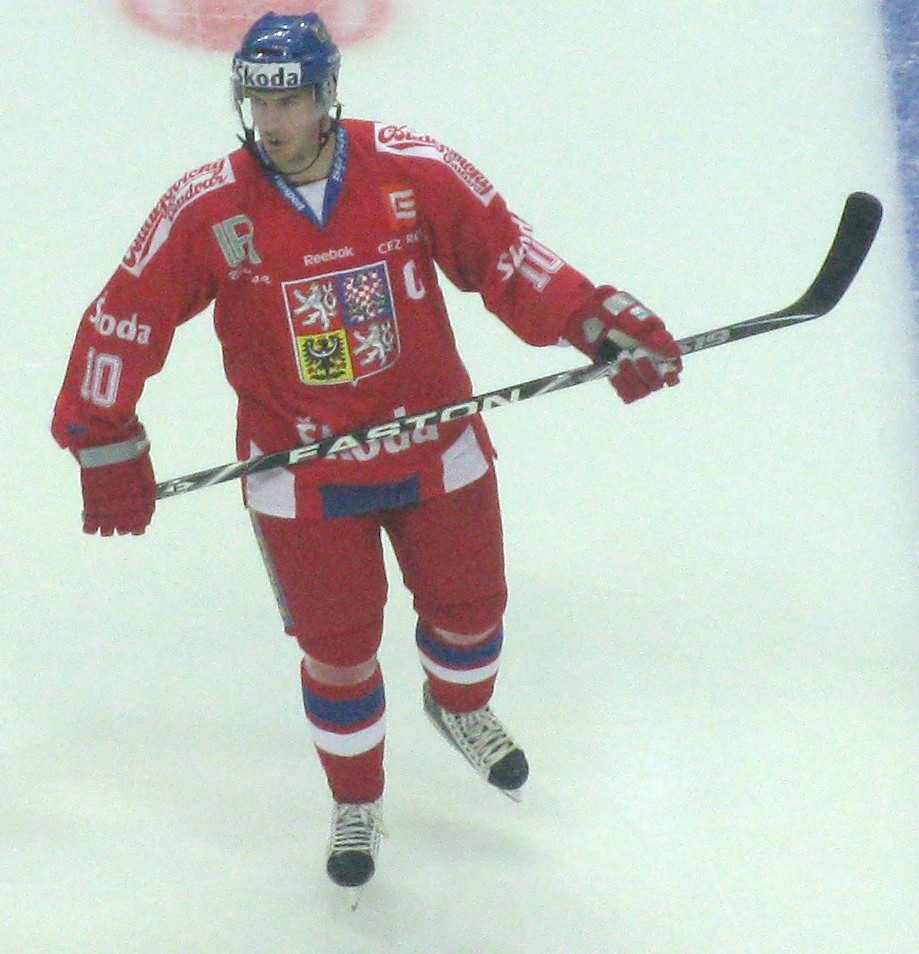
Červenka im tschechischen Nationaltrikot (2010)

| - 2005 Bronzemedaille bei der U20-Junioren-Weltmeisterschaft - 2010 Goldmedaille bei der Weltmeisterschaft - 2011 Bronzemedaille bei der Weltmeisterschaft - 2022 Bronzemedaille bei der Weltmeisterschaft - 2022 Topscorer der Weltmeisterschaft - 2022 Bester Vorlagengeber der Weltmeisterschaft | - 2022 Bester Stürmer der Weltmeisterschaft - 2022 All-Star-Team der Weltmeisterschaft - 2024 Goldmedaille bei der Weltmeisterschaft - 2024 All-Star-Team der Weltmeisterschaft - 2024 IIHF Male Player of the Year |

## Karrierestatistik

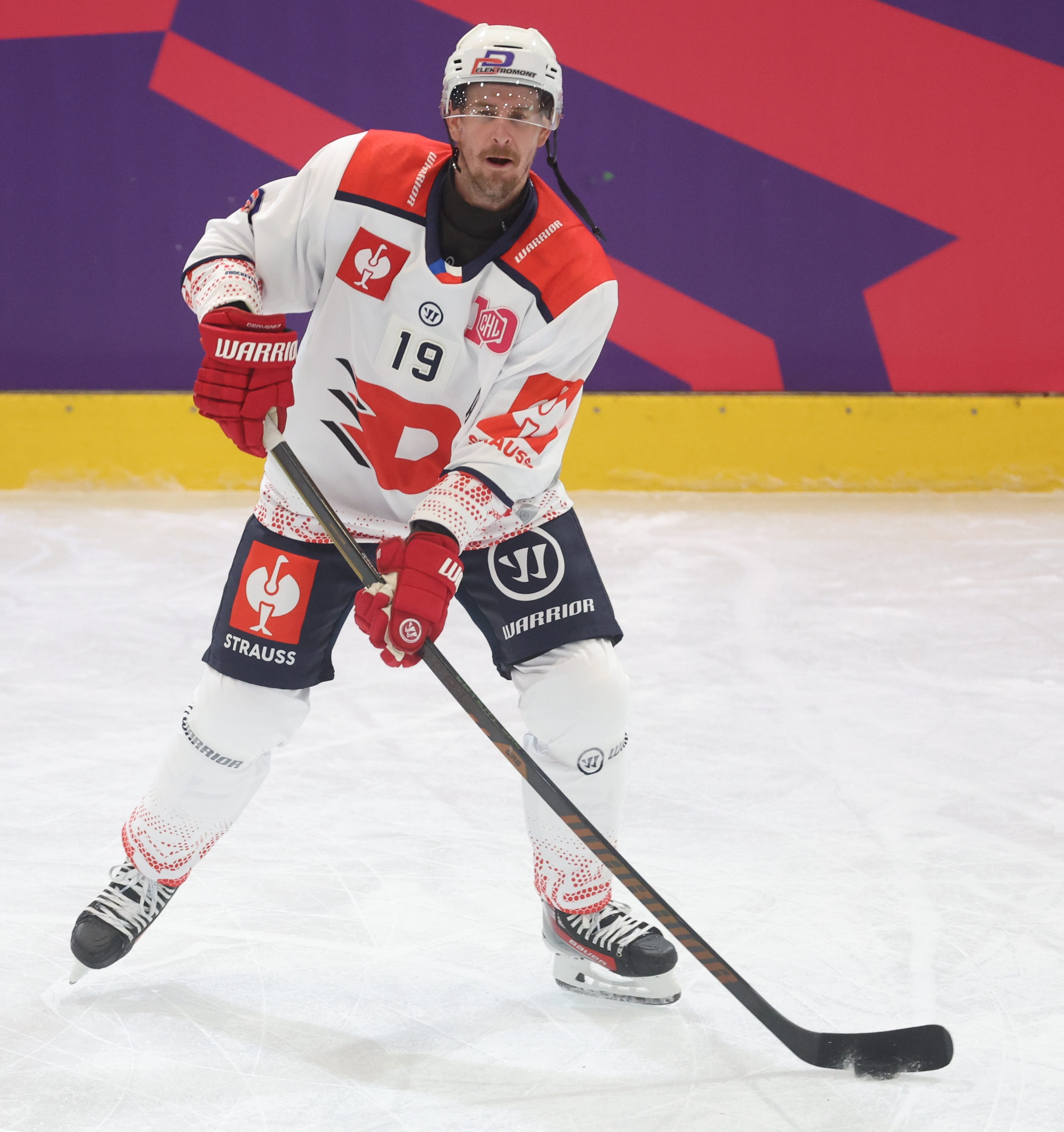
Červenka als Spieler des HC Pardubice (2024)

Stand: Ende der Saison 2024/25

### International
Vertrat Tschechien bei:
| - U20-Junioren-Weltmeisterschaft 2005 - Weltmeisterschaft 2009 - Olympischen Winterspielen 2010 - Weltmeisterschaft 2010 - Weltmeisterschaft 2011 - Olympischen Winterspielen 2014 - Weltmeisterschaft 2014 - Weltmeisterschaft 2015 - Weltmeisterschaft 2016 | - World Cup of Hockey 2016 - Weltmeisterschaft 2017 - Olympischen Winterspielen 2018 - Weltmeisterschaft 2018 - Olympischen Winterspielen 2022 - Weltmeisterschaft 2022 - Weltmeisterschaft 2023 - Weltmeisterschaft 2024 - Weltmeisterschaft 2025 |

(Legende zur Spielerstatistik: Sp oder GP = absolvierte Spiele; T oder G = erzielte Tore; V oder A = erzielte Assists; Pkt oder Pts = erzielte Scorerpunkte; SM oder PIM = erhaltene Strafminuten; +/− = Plus/Minus-Bilanz; PP = erzielte Überzahltore; SH = erzielte Unterzahltore; GW = erzielte Siegtore; 1 Play-downs/Relegation; Kursiv: Statistik nicht vollständig)